# Церковь Успения Пресвятой Богородицы (Андреевское)
Церковь Успения Пресвятой Богородицы — приходской православный храм в селе Андреевском городского округа Коломна Московской области. Построен в 1770-е годы. Входит в состав 2-го Коломенского благочиния Коломенской епархии Русской православной церкви. Здание храма является объектом культурного наследия и находится под охраной государства.

## История строительства храма

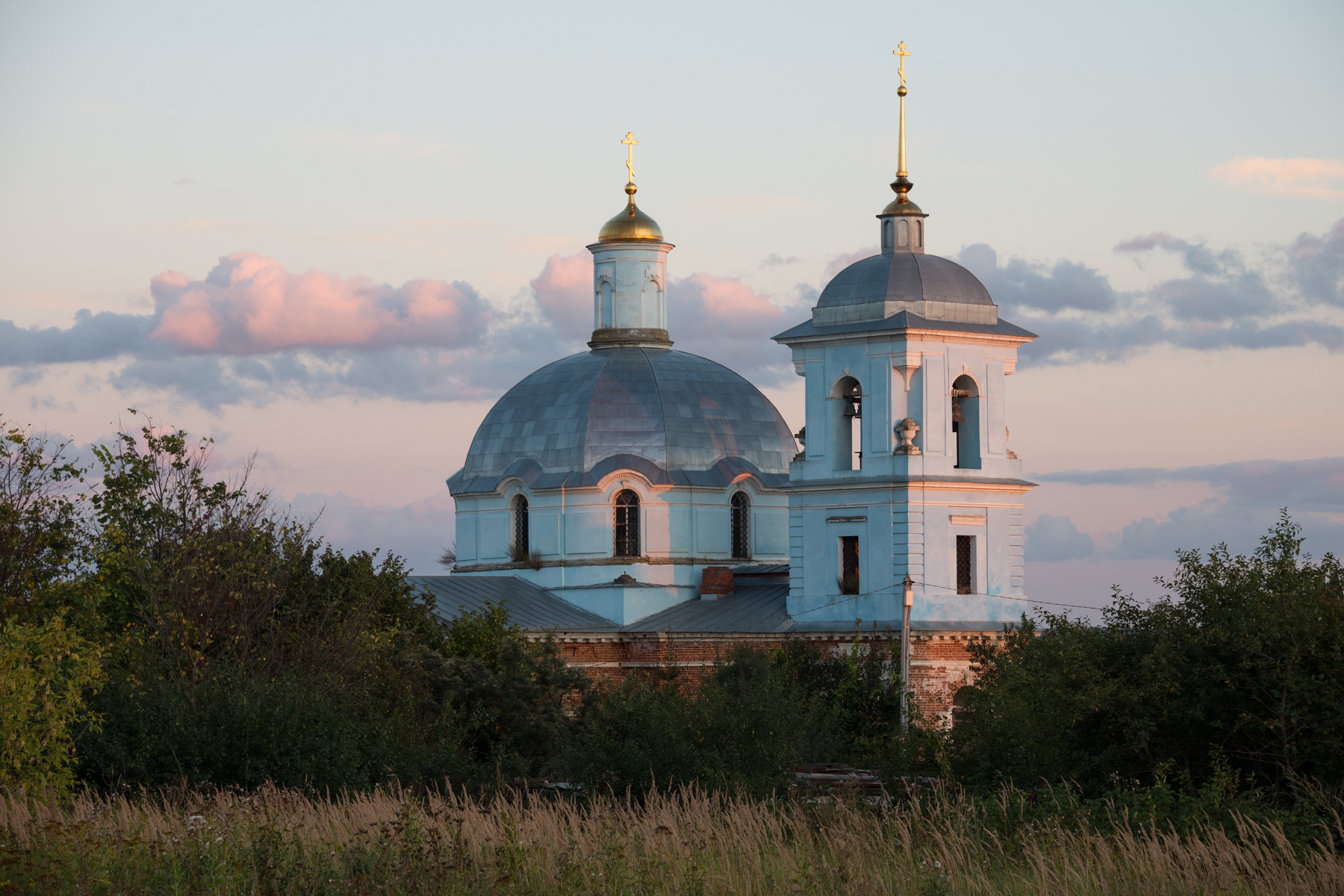
Вид храма

В селе Андреевское Коломенского района сохранился каменный храм Успения Божией Матери с приделами мученика Иоанна Воина и мученицы Татианы. Здание церкви построено в 1770-е годы на средства помещицы Татьяны Ивановны Тетюшиной, которая являлась дочерью богатейшего коломенского купца Ивана Тимофеевича Мещанинова. Она унаследовала от родителя суконную фабрику, а от супруга шёлковую, которая располагалась в сельце Лукерьино, входившем в состав прихода Успенской церкви села Андреевского. В Лукерьине до наших дней сохранился каменный особняк Мещаниновых.
В 1820-х годах при Успенском храме служил священнослужитель Павел Сергеев, исполнявший должность благочинного. В это время населённый пункт находился во владении титулярного советника Ивана Ивановича Мещанинова. В первой половине XIX века здесь работал священник Феодор Симеонович Алексиевский. В 1887 году уже другой священнослужитель, Иоанн Холмогоров, открыл при храме церковноприходскую школу.
В 1903 году на средства Московского епархиального училищного совета и Кирилло-Мефодиевского братства для школы было возведено деревянное здание. В 1916 году здесь обучались 32 мальчика и 8 девочек. Попечителем заведения был потомственный дворянин Платон Аркадьевич Брагин.
В советский период Успенский храм был закрыт, все святыни вывезены, утварь конфискована. Боковые приделы мученицы Татианы и мученика Иоанна Воина стали использовать для хранения минеральных удобрений, но само центральное здание храма стояло долгое время в убранстве, иконы — в ризах. Многие годы местные жители хранили иконы у себя в домах. До пожара в конце 1970-х годов сохранялся и деревянный иконостас блаженного Даниила.

## Современное состояние
В 1992 году здание церкви было передано Русской Православной Церкви. До 2003 года в приходе служил священник Олег Власов, настоятеля Борисоглебского храма в Запрудах. С 2003 года в храме стали проводиться регулярно богослужения. Недалеко от храма в 2005 году был восстановлен святой источник святого Николая Чудотворца, построена купальня. В 2007 году были проведены реставрационные работы на части колокольни, установлена звонница. В июне 2007 года на неё были подняты 7 колоколов. В настоящее время службы проходят в левом приделе мученика Татианы. Реставрационные и строительные работы в церкви продолжаются.
Успенский храм является памятником архитектуры регионального значения на основании постановления Совета Министров РСФСР № 1327 от 30 августа 1960 года.